# Nicaragua en los Juegos Paralímpicos de Tokio 2020
Nicaragua estuvo representada en los Juegos Paralímpicos de Tokio 2020 por dos deportistas, un hombre y una mujer. El equipo paralímpico nicaragüense no obtuvo ninguna medalla en estos Juegos.